# Віла-Верде (Віняйш)
Віла-Верде (порт. Vila Verde; МФА: [ˈvi.ɫɐ ˈveɾ.dɨ]) — парафія в Португалії, у муніципалітеті Віняйш. Розташована в північно-східній частині країни, на теренах історичної португальської провінції Трансмонтана. Входить до складу округу Браганса. За адміністративним поділом, чинним до 1976 року, терени парафії були складовою провінції Трансмонтана і Верхнє Дору. Належить до Брагансько-Мірандської діоцезії Католицької церкви. Патрон — святий Михаїл. Площа — 14,8845 км². Населення — 186 ос. (2011). Слабо урбанізований регіон. Густота населення — 12,5 осіб/км²
. Код — 041230.

## Населення
| Кількість мешканців | Кількість мешканців | Кількість мешканців | Кількість мешканців | Кількість мешканців | Кількість мешканців | Кількість мешканців | Кількість мешканців | Кількість мешканців | Кількість мешканців | Кількість мешканців | Кількість мешканців | Кількість мешканців | Кількість мешканців | Кількість мешканців |
| ------------------- | ------------------- | ------------------- | ------------------- | ------------------- | ------------------- | ------------------- | ------------------- | ------------------- | ------------------- | ------------------- | ------------------- | ------------------- | ------------------- | ------------------- |
| 1864                | 1878                | 1890                | 1900                | 1911                | 1920                | 1930                | 1940                | 1950                | 1960                | 1970                | 1981                | 1991                | 2001                | 2011                |
| 495                 | 516                 | 453                 | 452                 | 445                 | 440                 | 501                 | 594                 | 524                 | 609                 | 662                 | 344                 | 281                 | 240                 | 186                 |